# Tomás Coelho (bairro)
Tomás Coelho é um bairro da Zona Norte do município do Rio de Janeiro. É de estância residencial, um bairro suburbano não oferecendo aos seus moradores, opções de cultura e esportes com praias, parques, shoppings, museus e teatros apesar de seu potencial em função da fácil localização e de diversos prédios de fábricas atualmente abandonados. No bairro funcionam uma estação de trem e uma de metrô. Seu IDHM, no ano 2000, era de 0,802, o 91º melhor do município do Rio de Janeiro, dentre 126 bairros avaliados. E vive entre dois morros Morro do juramento  e o morro do juramentinho. 

## História

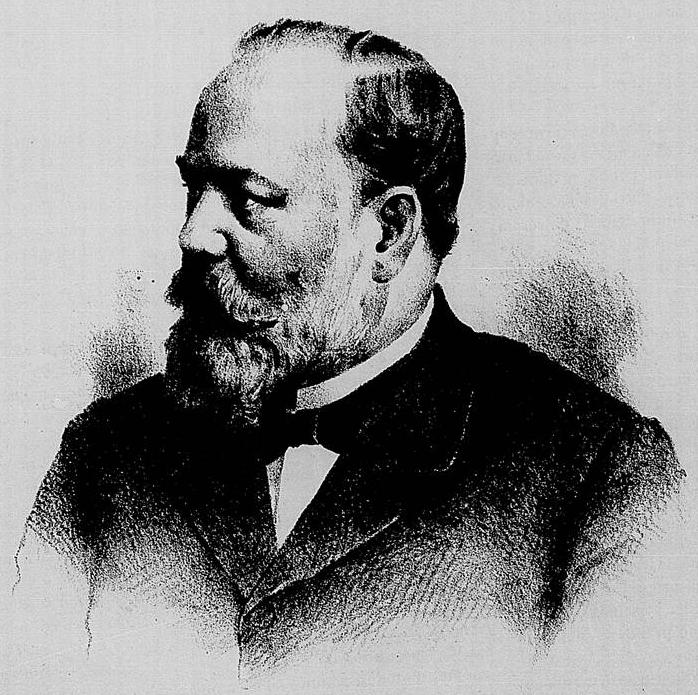
Conselheiro Tomás Coelho, fundador do Colégio Militar, diretor do Banco da República, membro do ministério que decretou a abolição da escravatura. Falecido em 19 de setembro de 1895.

A região pertencia ao antigo Engenho do Mato, junto ao Engenho da Rainha. Lá se encontravam as estradas Velha e Nova da Pavuna (atuais Adhemar Bebiano e Av. João Ribeiro), que prosseguiam juntas em uma só via, atravessando a garganta entre o morro do Juramento e a Serra da Misericórdia, rumo a Irajá. Essa passagem foi aproveitada pela Estrada de Ferro Rio d’Ouro, quando de sua construção, no ano de 1876, e nela foi instalada a estação Engenho do Mato.
A Estrada de Ferro Rio d'Ouro foi extinta na década de 1970, mas o bairro continuou servido pelos trens da antiga Estrada de Ferro Melhoramentos do Brasil (atual Linha Auxiliar), com sua estação Tomás Coelho. Seu nome é uma homenagem ao Conselheiro Thomaz Coelho, Ministro da Guerra no 2º reinado (Dom Pedro II), que instalou o Colégio Militar na Tijuca, em 1889.
Com a construção da Linha 2 do Metrô do Rio de Janeiro, foi inaugurada a estação de Tomás Coelho no dia 23 de setembro de 1996, onde se foi aproveitado o antigo leito da extinta Rio d'Ouro. Aí foi construído um viaduto ligando a estrada Velha da Pavuna (Adhemar Bebiano) a avenida Automóvel Clube (Pastor Martin Luther King Jr.) e a rua Silva Vale, que faz o acesso do bairro a Madureira.
Tomás Coelho é majoritariamente um bairro residencial, com algumas indústrias na rua Silva Vale. Sua área se estende entre os morros dos Urubus, do Juramento e a serra da Misericórdia. Nessas encostas localizam-se áreas de crescimento urbano espontâneo como o Parque Silva Vale, Juramento, Nova Maracá e Juramento II, próximas a conjuntos habitacionais.
O bairro possui o Viaduto Francisco dos Santos ("Tio Chiquinho") que liga os dois lados da Avenida João Ribeiro, que são separados pela linha férrea. Facilita o acesso para a Avenida Dom Hélder Câmara, além de ser uma alternativa à Avenida Pastor Martin Luther King Jr., reduzindo o fluxo de veículos desta via.

## Dados
O bairro de Tomás Coelho faz parte da região administrativa de Inhaúma. Os bairros integrantes desta região administrativa são: Tomás Coelho, Del Castilho, Engenho da Rainha, Higienópolis, Inhaúma e Maria da Graça.
A denominação, delimitação e codificação do bairro foi estabelecida pelo Decreto Nº 3158, de 23 de julho de 1981 com alterações do Decreto Nº 5280, de 23 de agosto de 1985.